# Hélder Muteia
Hélder dos Santos Félix Monteiro Muteia (Quelimane, a 21 de Setembro de 1960) é um escritor, político e profissional do sector agropecuário moçambicano.

## Biografia
Concluiu o curso médio de agropecuária no Instituto Agrário de Chimoio (1981), licenciou-se em Medicina Veterinária pela Universidade Eduardo Mondlane (1990) e concluiu o mestrado em agroeconomia pela universidade de Londres (2009).
Começou a escrever quando frequentava o ensino secundário, mas a sua primeira publicação aconteceu nas páginas do diário de Notícias da Beira, quando ingressou no Instituto Médio Agrário do Chimoio, em 1979. Foi membro fundador do movimento literário CHARRUA (1983). Membro fundador do núcleo Literário da Universidade Eduardo Mondlane ECO (1985). Foi Secretário-geral da AEMO (1992-1995). Presidente do Conselho Fiscal  (1996-1999). Colaborou com diversas crónicas e artigos para a imprensa: Jornal Notícias, Diário de Moçambique, Eco, Tempo, Lótus, Forja, entre outros órgãos de comunicação. Vários dos seus trabalhos literários estão incluídos em antologias nacionais e estrangeiras, tais como “Contos Moçambicanos” e “Sonha Mamana África”, ambos publicados no Brasil.
Foi coordenador da página literária “Ler e escrever” do Jornal “Domingo.”
Publicou vários ensaios sobre literatura e textos de análise sociopolítica e económica.
Como profissional do sector agropecuário, começou a sua carreira em 1982, como Co-Diretor do Projecto Avícola do Chókwè, na Província de Gaza., exerceu as funções de subchefe da Pateira da Matola, na província de Maputo (1983 - 1988), e de chefe do Departamento Técnico da Avícola de Maputo (1989 -1990). Director Nacional do Centro de Treinamento para Agricultura e Desenvolvimento Rural-Moçambique (1997 – 1998).
Foi eleito deputado da Assembleia da República (1994-1998), pelo círculo eleitoral de Zambézia, pela FRELIMO. Presidente da Comissão de Agricultura Desenvolvimento Regional e Administração Pública da Assembleia da República de Moçambique (1994-1998).
Vice-Ministro da Agricultura e Pescas (1998-2000), Ministro da Agricultura e Desenvolvimento Rural (2000-2004).
Ingressou nas Nações Unidas exercendo o cargo de Representante da FAO (Organização das Nações Unidas para a Alimentação e Agricultura), na Nigéria (2005- 2010), Brasil (2010-2013), e Portugal/CPLP (2013-2016). Desempenhou a função de Coordenador da FAO (ONU) para a África Central, entre os anos 2016 - 2022.

## Obras publicadas
Entre as obras publicadas constam: “Verdades dos Mitos", poesia - (1988); "Nhambaro, contos e crónicas”- (1996); "Sonhos ao avesso", poesia - (2009); "Vozes de Sangue", reportagem sobre crianças afectadas pela guerra em Moçambique - (1988), em parceria com Eduardo White; "Reflexões sobre a agricultura, ambiente, desenvolvimento rural e alimentação"- (2015), “O barrigudo e outros contos”- (2018), “Passo a passo” (Reflexões sobre realidades socioeconómicas de Moçambique) - (2020), “Como a história nos fez pátria e nação"- (2021) e Matoa, a febre do batuque - (2022). Prefaciou obras de vários autores moçambicanos. Consta em várias antologias de autores de língua portuguesa. Tem obras traduzidas em inglês, francês, espanhol, italiano, russo e sueco.

## Condecorações
Foi distinguido com vários prémios e condecorações, incluindo: O Golden Ark Award da Peace Parks Foundation (2001), Entregue por sua Alteza Real, Príncipe Bernhard dos Países Baixos, na África do Sul a 13 de Fevereiro de 2001, em reconhecimento pela dedicação à conservação da natureza, especialmente a enorme contribuição para a criação e desenvolvimento do Parque Transfronteiriço e Área de Conservação – Gaza Kruger Gonarezhou (GKG), e um diploma de honra conferido pelo Presidente da República, Joaquim Chissano em 2005, em reconhecimento pela sua contribuição para o desenvolvimento de Moçambique durante o seu mandato como Ministro da Agricultura e do Desenvolvimento Rural.